# Liceu Nilo Peçanha
Liceu Nilo Peçanha é uma instituição pública de ensino secundário, situada em Niterói e pertencente à rede estadual de educação do Rio de Janeiro. Em sua história, o estabelecimento foi extinto e reinaugurado algumas vezes, trocando nomes, fundindo-se e desmembrando-se da Escola Normal de Niterói, até obter a conformação atual.

## Histórico
A primeira Constituição do país previa em seus capítulos como se daria a graduação e distribuição racional do ensino em todo o território brasileiro. Dom Pedro I ambicionava a construção de uma rede nacional de ensino, coordenada pelo poder central. Entretanto, após sua abdicação, em 1834, com a predominância do período regencial, decide-se descentralizá-lo, cabendo às províncias (hoje estados) esta tarefa em relação ao ensino secundário, criando e mantendo estabelecimentos conhecidos na época como liceus.
Em 13 de abril de 1839 é fundado o primeiro estabelecimento em Angra dos Reis. Há controvérsias se o estabelecimento de Niterói teria sido o segundo ou o terceiro - o de Campos dos Goytacazes foi fundado em 11 de abril de 1847, na ocasião da primeira viagem de D. Pedro II àquela cidade. Porém este logo foi suprimido (1880) e recriado somente em 1884.

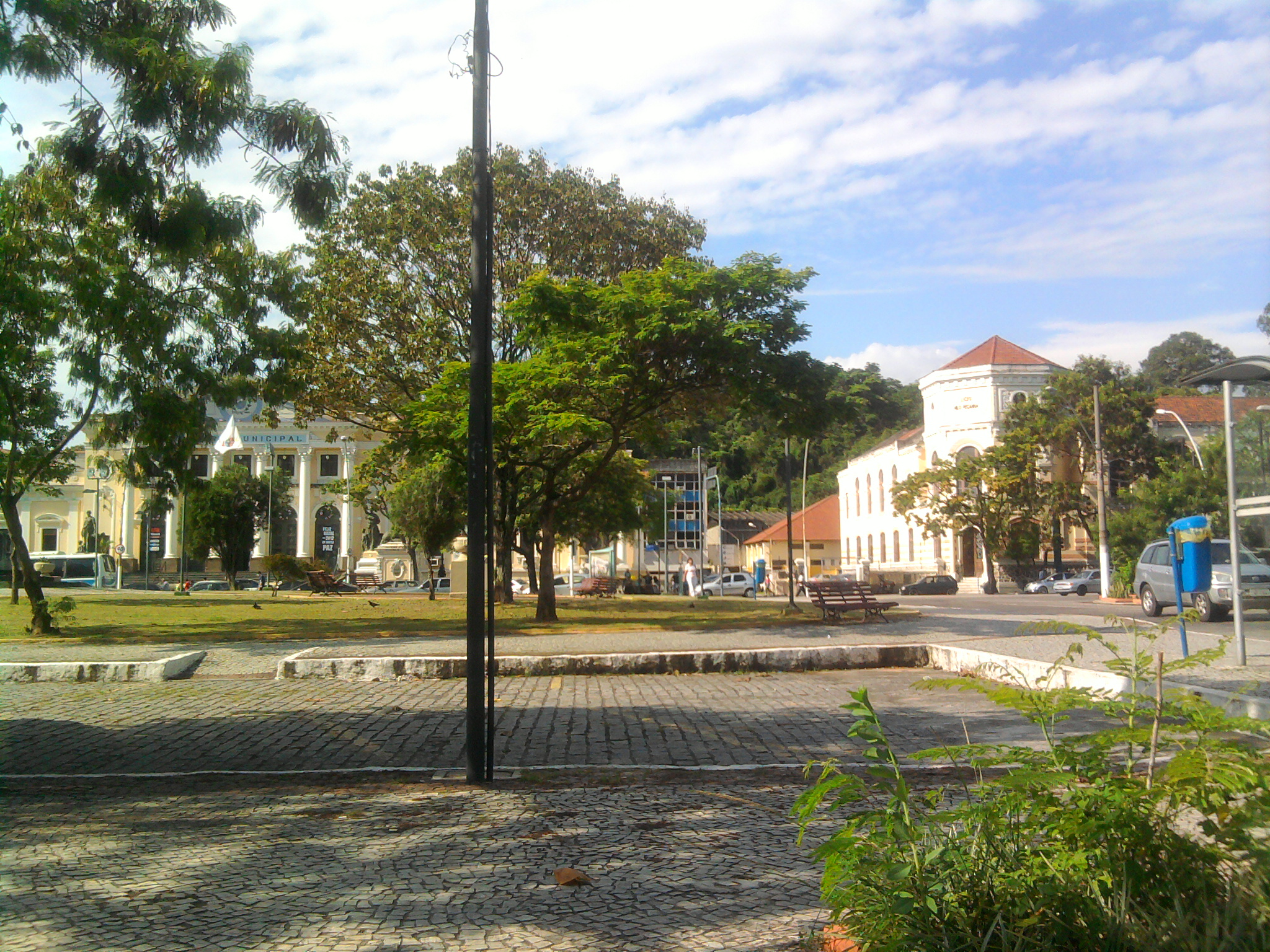
Câmara Municipal de Niterói e Liceu Nilo Peçanha - vista da Praça da República

Seu prédio, situado na avenida Amaral Peixoto, foi construído em 1918 e faz parte do conjunto arquitetônico da Praça da República..
O Liceu Provincial de Niterói foi criado por autorização do então presidente da Província do Rio de Janeiro Visconde de Sepetiba em 12 de setembro de 1847 como resultado da fusão da Escola Normal, a primeira de ensino público nesta categoria a ser criada nas Américas (1835), com o Liceu de Artes Mecânicas e a Escola de Arquitetos Medidores, sendo que os dois últimos só existiam no papel.
Já recebeu outros nomes, como Liceu de Humanidades de Niterói e Liceu Popular de Niterói. Porém a atual conformação e denominação foram definidas pelo Decreto Estadual n.º 2.539, de 18 de janeiro de 1931, quando foi reinaugurado com o nome do ex-presidente da república, Nilo Procópio Peçanha, que também governou o estado do Rio de Janeiro duas vezes. Durante três quartos do século XX foi considerado o melhor colégio público do estado, tendo uma qualidade de ensino comparável ao Colégio Pedro II, na cidade vizinha.
Mesmo que o atual sistema de ensino brasileiro tenha uniformizado os métodos de ensino, o colégio ainda mantém sua banda marcial, criada em 1962, sendo uma das mais antigas ainda em atuação, e um grupo de teatro, o Grupo de Teatro do Liceu (GTL), criado em 1970, pela professora de história Maria Lina Rabello.

## Ilustres que passaram pela instituição de ensino

### Docentes
- Giovanni Battista Castagneto;
- Gonçalves Dias;
- Serafim da Silva Neto.

### Discentes
- Lima Barreto, escritor, jornalista;
- Abelardo Figueiredo, diretor artístico e empresário;
- Albertinho Fortuna, cantor;
- André Grabois, dissidente político da década de 1960 desaparecido;
- Baby do Brasil, cantora;
- Carlos Colla, compositor e produtor musical;
- Carlos Langoni, economista, ex-presidente do Banco Central;
- Irineu Marinho, jornalista e empresário;
- Isaac Bardavid, ator e dublador;
- Levi Carneiro, advogado, jurista e escritor;
- Miltinho, cantor do grupo MPB-4;
- Roberto Silveira, político;
- Ronnie Von, cantor;
- Rubem César Fernandes, antropólogo.

## Atualidades

### Média obtida na avaliação doENEM[2]

#### 2005
Média do estabelecimento: 48,26 (Brasil: 43,93/Rio de Janeiro: 46,335/Niterói: 51,155)
      Ranking em Niterói:

      Geral: 38º (dentre 71 estabelecimentos)

      Ensino Regular: 29º (dentre 46 estabelecimentos)

      Colégios Públicos: 3º (dentre 26 estabelecimentos)

      Colégios Públicos de Ensino Regular: 2º (dentre 20 estabelecimentos)

#### 2006
Média do estabelecimento: 46,43 (Brasil: 42,558/Rio de Janeiro: 44,173/Niterói: 47,443)
      Ranking em Niterói:

      Geral: 28º (dentre 63 estabelecimentos)

      Ensino Regular: 25º (dentre 54 estabelecimentos)

      Colégios Públicos: 2º (dentre 26 estabelecimentos)

      Colégios Públicos de Ensino Regular: 1º (dentre 19 estabelecimentos)

#### 2007
Média do estabelecimento: 54,68 (Brasil: 48,303/Rio de Janeiro: 48,020/Niterói: 50,103)
      Ranking em Niterói:

      Ensino Regular: 24º (dentre 75 estabelecimentos)

      Colégios Públicos de Niterói: 2º (dentre 32 estabelecimentos)

      Colégios Públicos de Ensino Regular Não-Profissionalizante: 1º (dentre 27 estabelecimentos)

### Estado de conservação do prédio
A construção, tombada pelo Patrimônio Estadual, sofreu sua última reforma em 1989. Desde então  novos problemas estruturais vêm deteriorando o estado do conservação do prédio. Uma parte desabou devido a infiltrações de água de chuva e, por isso, foi interditada pela Defesa Civil. Desde 2004 alunos, professores e a mídia têm se mobilizado para sensibilizar o governo estadual a tomar providências. Porém, devido a retenções de recursos orçamentários e entraves burocráticos, a reforma só se iniciou quando no final de fevereiro de 2007 a laje de uma das torres do prédio desabou.

O incidente fez com que o período letivo fosse adiado e as obras se iniciaram imediatamente. Com uma das alas interditas, procedeu-se o rodízio de turmas durante as semanas. Com a situação insustentável, o governo do estado negociou com outros estabelecimentos cessão de salas para não prejudicar o aprendizado dos alunos. A partir de abril de 2007, a UNIVERSO aceita  acolher os alunos até que as obras, previstas para durarem 8 meses, terminem.
Atualmente, 2008, as obras foram concluídas, o governador Sérgio Cabral reinaugurou o prédio, os alunos e professores voltaram as suas atividades normais e o Liceu ganhou uma nova direção.